# هيو تورنر (لاعب كرة قدم)
هيو تورنر (بالإنجليزية: Hugh Turner)‏ (6 أغسطس 1904 بويغان في المملكة المتحدة - 1 يناير 1996) هو لاعب كرة قدم بريطاني (وحمل سابقاً جنسية المملكة المتحدة لبريطانيا العظمى وأيرلندا) في مركز حراسة المرمى. شارك مع منتخب إنجلترا لكرة القدم. أما مع النوادي، فقد لعب مع نادي فولهام وهدرسفيلد تاون.

## وصلات خارجية
- هيو تورنر على موقع قاعدة بيانات كرة القدم.إي يو (الإنجليزية)
- هيو تورنر على موقع ناشيونال فوتبول تيمز (الإنجليزية)